# نبرد لنیانو
نبرد لِنیانو در ۲۹ مه ۱۱۷۶ میلادی میان نیروهای امپراتوری مقدس روم به رهبری فردریک بارباروسا و اتحادیه لمبارد به وقوع پیوست.